# Sander

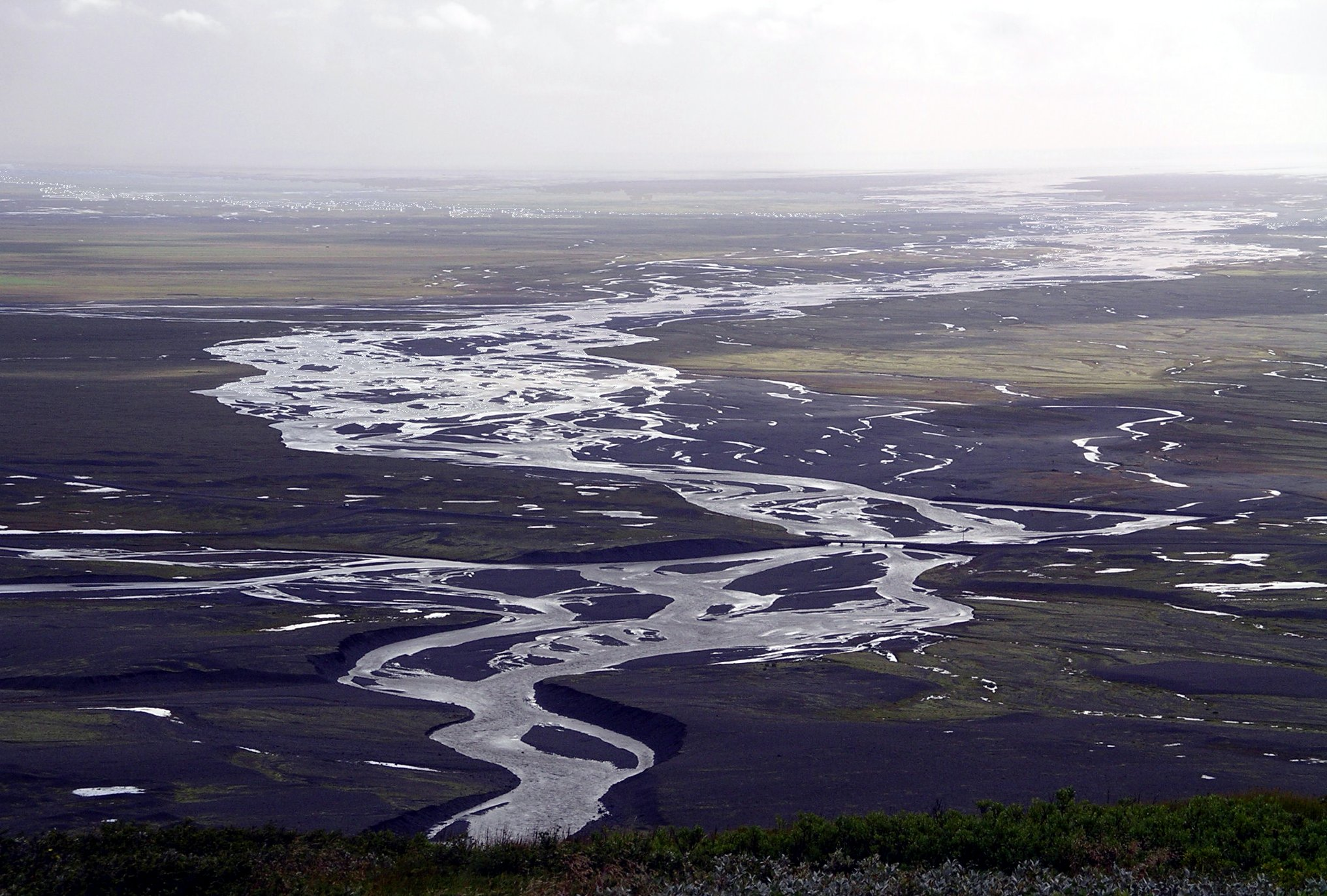
Der Skeiðarársandur in Island

Sander (von isländisch sandur), die in Süddeutschland auch als Schotterebene oder Schotterfläche bezeichnet werden, sind breite, schwach geneigte schwemmfächerähnliche Aufschüttungen, die vor dem Eisrand eines Inlandeises (Eisschild) oder eines Gletschers gebildet wurden. Sie bestehen im Allgemeinen aus Geröllen, Kiesen und/oder Sanden. Der Begriff „der Sander“ wurde nach der Anerkennung der Glazialtheorie im ausgehenden 19. Jahrhundert geprägt.

## Entstehung
Als Bestandteil der Glazialen Serie entstehen sie, wenn Gletscherschmelzbäche die Endmoräne durchschneiden und sich in der Ebene dahinter als verflochtener Fluss verbreitern. Dadurch verliert der Schmelzbach stark an Geschwindigkeit und lagert das mitgeführte Material als glazifluviales Sediment ab. Das an der Endmoräne recht große Neigungsverhältnis (bis zu 20 %) nimmt dabei in Richtung des Schmelzwasserabflusses rasch ab. Gröberes Material lagert sich nahe an der Endmoräne ab, wohingegen feinerer Kies und Sand noch weit flussabwärts getragen wird und so eine charakteristische Landschaft bildet, die an eine geneigte Ebene erinnert.

## Verbreitung und heutiges Landschaftsbild

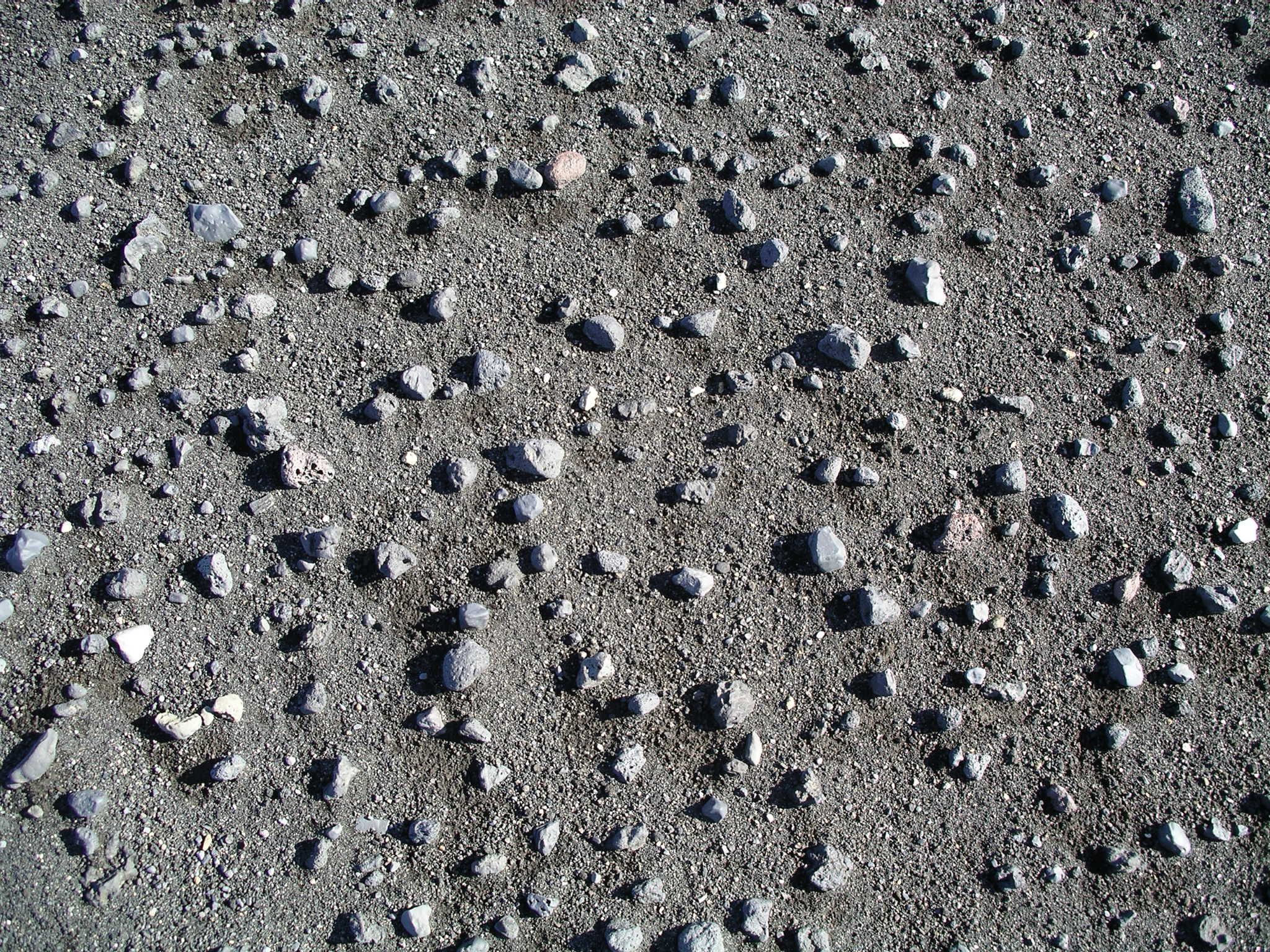
Isländische Sanderfläche Mýrdalssandur: Durch Abwehung des Feinmaterials wird gröberes Gesteinsmaterial freigelegt (Deflation)

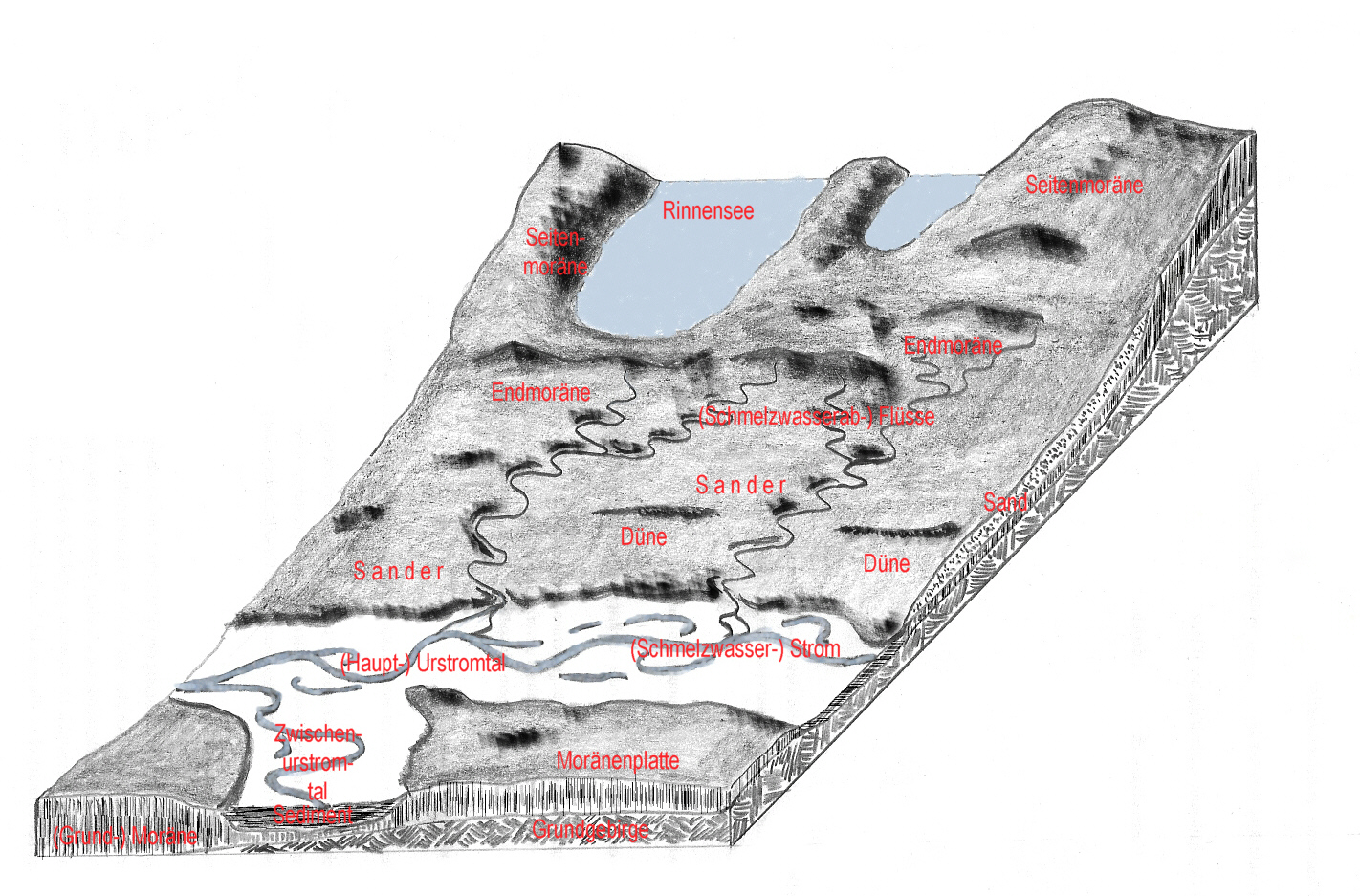
Der Sander in schematischer Darstellung

Sander- bzw. Schotterflächen sind sowohl im nord- als auch im südmitteleuropäischen Vereisungsgebiet sehr weit verbreitet. Sie treten sowohl in der Alt- als auch in der Jungmoränenlandschaft auf. Unterschiede zwischen dem Norden und dem Süden Deutschlands bestehen vor allem in der Zusammensetzung und der Korngröße.
Im nördlichen Mitteleuropa bestehen die Sander meistens aus Sand und Kies, der zum allergrößten Teil aus Quarz aufgebaut wird. Daher rührt die Unfruchtbarkeit der Böden in den Sandergebieten, so dass sie heute oft als Kiefernforst genutzt werden. Bekannte Beispiele sind die Zauche südwestlich von Berlin, die Griese Gegend im Südwesten von Mecklenburg, die Lüneburger Heide oder die Tucheler Heide in Polen.
Im Alpenvorland bestehen die Schotterflächen meist aus sehr grobem Material (Kies und Schotter), welches außerdem sehr viele Kalksteingerölle aus den Nördlichen Kalkalpen enthält. Die Böden auf den Schotterflächen sind durchaus fruchtbar. Am bekanntesten ist die Münchner Schotterebene.
Beispiele aus Island sind der Mýrdalssandur (vgl. Mýrdalsjökull) oder der Skeiðarársandur. Das Überqueren dieser Sander ist nicht ganz gefahrlos. Durch einen plötzlichen Vulkanausbruch unter dem Gletscher kann es zu Flutwellen, den berüchtigten Gletscherläufen, kommen.